# Ciro di Alessandria (patriarca)
Ciro di Alessandria (... – 641 circa) è stato un teologo e vescovo bizantino, patriarca melchita della sede episcopale egiziana di Alessandria nel VII secolo. Fu uno degli autori del Monotelismo e l'ultimo prefetto bizantino d'Egitto.

## Biografia
Nel 620 era vescovo di Fasi, nella Colchide, quando l'imperatore bizantino Eraclio, nel corso della campagna di Persia del 626, lo consultò circa un piano per riportare i monofisiti (aderenti ad un'eresia cristologica) d'Egitto in seno alla Chiesa e sostenere l'impero. Il progetto, suggerito dal patriarca Sergio I, consisteva nel confessare la fede di Calcedonia sulle due nature di Cristo, annullandola contemporaneamente con l'ammissione di una volontà teandrica (cioè divina e umana), hen thelèma kai mia energeia. Ciro in un primo momento esitò, ma fu rassicurato da Sergio sul fatto che la formula non era contraria né ai Padri della Chiesa né alla fede calcédone, ed era destinata a riscuotere grandi risultati. Ne divenne quindi sostenitore e, in cambio, fu nominato nel 630 da Eraclio a capo della sede episcopale vacante di Alessandria. 
Una volta diventato patriarca, Ciro si dedicò con ogni forza a sostenere l'unione desiderata. Durante un sinodo tenuto ad Alessandria, propose quello che è noto come plèrophoria o "Satisfactio", un accordo in nove punti, il settimo dei quali è una coraggiosa affermazione dell'eresia monotelita. I monofisiti (Teodosiani o Severiani) si unirono all'accordo ma sottolinearono il fatto che dovessero essere i calcedoniani a cambiare, e non loro. 
L'unione fu abilmente ottenuta, convincendo papa Onorio I ad aderire al monotelismo. Ciro partecipò ad un altro sinodo presieduto dal Cipro sotto vescovo Arcadio II, in cui fu moderatore e permise ai monotelisti di sottoporre il proprio caso all'imperatore. Quando Ciro ricevette dall'imperatore la risposta sul Monotelismo, l'Ekthesis, Ciro la firmò nel 637. Questo compromesso si dimostrò inefficace, e presto fu screditato venendo definito enôsis hydrobaphès. 
Quando un generale del califfo Umar il Grande, ʿAmr ibn al-ʿĀṣ, noto ai bizantini come Amru, minacciò la prefettura dell'Egitto, Ciro fu nominato prefetto e posto a capo della guerra. Alcuni accordi umilianti che fece in nome della pace fecero infuriare il suo superiore, tanto che fu richiamato e duramente accusato di connivenza con il califfato dei Rashidun. Fu presto rimesso al suo posto, con l'incarico di impedire l'assedio di Alessandria, ma non poté opporsi alla caduta della grande città nel 640. Morì poco dopo.

## Opere
Di Ciro abbiamo tre delle lettere che spedì a Sergio e la cosiddetta Satisfactio, conservate tra gli atti del Sinodo romano del Laterano e del concilio di Costantinopoli III.
La prima lettera è un'accettazione della Ekthesis, nella seconda Ciro descrive la sua perplessità tra Papa Leone I e Sergio, mentre nella terza si narra la conversione dei teodosiani. 
Ciro fu condannato postumo come eretico nel Concilio Laterano del 649, e nel 680 durante il terzo Concilio di Costantinopoli.